# Катеринівська сільська рада (Сахновщинський район)
Катери́нівська сільська́ ра́да — адміністративно-територіальна одиниця та орган місцевого самоврядування в Сахновщинському районі Харківської області. Адміністративний центр — село Катеринівка.

## Загальні відомості
Катеринівська сільська рада утворена в 1924 році.
- Територія ради: 74,36 км²
- Населення ради: 1 417 осіб (станом на 2001 рік)
- Територією ради протікає річка Оріль.

## Населені пункти
Сільській раді підпорядковані населені пункти:
- с. Катеринівка
- с. Берестове
- с. Олександрівка
- с. Піскувате
- с. Халтуріна

## Склад ради
Рада складається з 12 депутатів та голови.
- Голова ради: Коба Олександр Олександрович
- Секретар ради: Овчаренко Олександр Васильович

### Керівний склад попередніх скликань
| Прізвище, ім'я, по батькові | Основні відомості                                                               | Дата обрання | Дата звільнення |
| --------------------------- | ------------------------------------------------------------------------------- | ------------ | --------------- |
| Бакманян Карен Володяєвич   | Сільський голова, 1952 року народження, член Всеукраїнської партії пенсіонерів  | 26.03.2006   | 31.10.2010      |
| Бакманян Карен Володяйович  | Сільський голова, 1967 року народження, освіта середня спеціальна, безпартійний | 31.10.2010   | 06.10.2015      |

Примітка: таблиця складена за даними сайту Верховної Ради України

## Депутати
За результатами місцевих виборів 2010 року депутатами ради стали:

### За суб'єктами висування
| Суб'єкт висування                                       | Кількість обраних депутатів | %    |
| ------------------------------------------------------- | --------------------------- | ---- |
| Партія регіонів                                         | 6                           | 37,5 |
| Самовисування                                           | 5                           | 31,3 |
| Політична партія Всеукраїнське об'єднання «Батьківщина» | 2                           | 12,5 |
| Соціалістична партія України                            | 2                           | 12,5 |
| Народна партія                                          | 1                           | 6,3  |

#### За округами
| № округу                                                | Прізвище, ім'я, по батькові   | Дата визнання обраним | Освіта  | Партійна приналежність             | Відомості про обраного депутата             |
| ------------------------------------------------------- | ----------------------------- | --------------------- | ------- | ---------------------------------- | ------------------------------------------- |
| Народна Партія                                          |                               |                       |         |                                    |                                             |
| 2                                                       | Келлер Микола Федорович       | 04.11.2010            | вища    | член Народної партії               | пенсіонер                                   |
| Партія регіонів                                         |                               |                       |         |                                    |                                             |
| 3                                                       | Лосіч Людмила Журівна         | 04.11.2010            | середня | член Партії регіонів               | ПОСП «Нарек», комірник                      |
| 4                                                       | Афанасьєва Тетяна Данилівна   | 04.11.2010            | середня | член Партії регіонів               | Катеринівська сільська рада, секретар       |
| 6                                                       | Стажук Галина Іванівна        | 04.11.2010            | вища    | член Партії регіонів               | Катеринівська сільська рада, бухгалтер      |
| 8                                                       | Карюк Олександр Володимирович | 04.11.2010            | вища    | член Партії регіонів               | ПОСП «Нарек», інженер                       |
| 15                                                      | Лисків Петро Петрович         | 04.11.2010            | середня | член Партії регіонів               | тимчасово не працює                         |
| 16                                                      | Макаревич Віктор Олексійович  | 04.11.2010            | вища    | член Партії регіонів               | ПОСП «Нарек», керуючий                      |
| Політична партія Всеукраїнське об'єднання «Батьківщина» |                               |                       |         |                                    |                                             |
| 9                                                       | Рибас Іван Вікторович         | 04.11.2010            | середня | позапартійний                      | ПОСП «Нарек», тракторист                    |
| 10                                                      | Олексійовець Марія Леонтіївна | 04.11.2010            | вища    | позапартійна                       | тимчасово не працює                         |
| Соціалістична партія України                            |                               |                       |         |                                    |                                             |
| 5                                                       | Лутицька Людмила Анатоліївна  | 04.11.2010            | вища    | член Соціалістичної партії України | тимчасово не працює                         |
| 7                                                       | Гомля Микола Миколайович      | 04.11.2010            | середня | член Соціалістичної партії України | тимчасово не працює                         |
| Самовисування                                           |                               |                       |         |                                    |                                             |
| 1                                                       | Годунко Віктор Артемович      | 04.11.2010            | середня | позапартійний                      | приватний підприємець                       |
| 11                                                      | Рибас Наталія Вікторівна      | 04.11.2010            | середня | позапартійна                       | тимчасово не працює                         |
| 12                                                      | Афанасьєв Віктор Павлович     | 04.11.2010            | середня | позапартійний                      | пенсіонер                                   |
| 13                                                      | Проскурняк Любов Вікторівна   | 04.11.2010            | середня | позапартійна                       | Катеринівське відділення зв'язку, начальник |
| 14                                                      | Шевченко Сергій Вікторович    | 04.11.2010            | середня | позапартійний                      | Катеринівське відділення зв'язку, листоноша |